# Trevelin Queen
Trevelin Marleto Queen (ur. 25 lutego 1997 w Baltimore) – amerykański koszykarz, występujący na pozycji rzucającego obrońcy, od 2023 zawodnik Orlando Magic.
W 2021 reprezentował Los Angeles Lakers podczas rozgrywek letniej ligi NBA.
11 października 2022 zawarł umowę z Indiana Pacers na występy zarówno w NBA, jak i zespole G-League – Fort Wayne Mad Ants. 12 września 2023 dołączył do Orlando Magic.

## Osiągnięcia
Stan na 26 września 2023, na podstawie, o ile nie zaznaczono inaczej.
NCAA
- Uczestnik turnieju NCAA (2019)
- Mistrz:
  - turnieju konferencji Western Athletic (WAC – 2019)
  - sezonu regularnego WAC (2019, 2020)
- MVP turnieju WAC (2019)
- Zaliczony do:
  - I składu:
    - WAC (2019)
    - turnieju:
      - Cayman Islands Classic (2020)
      - WAC (2019)

  - II składu WAC (2020)
- Zawodnik tygodnia WAC (16.12.2020)

Drużynowe
- Mistrz G-League (2022)

Indywidualne
- MVP:
  - sezonu regularnego G-League (2022)
  - finałów G-League (2022)
- Zaliczony do I składu:
  - G-League (2022)
  - defensywnego G-League (2022)
- Uczestnik meczu gwiazd NBA G League Next Up Game (2023)